# Agrostis pumila
Agrostis pumila é uma espécie de gramínea do gênero Agrostis, pertencente à família Poaceae.